# Brittiska F3-mästerskapet 1989
Brittiska F3-mästerskapet 1989 var ett race som vanns av David Brabham.

## Slutställning
| Plats | Förare          | Poäng |
| ----- | --------------- | ----- |
| 1     | David Brabham   | 80    |
| 2     | Allan McNish    | 70    |
| 3     | Derek Higgins   | 46    |
| 4     | Rickard Rydell  | 35    |
| 5     | Steve Robertson | 27    |
| 6     | Phillipe Adams  | 23    |
| 7     | Mika Häkkinen   | 18    |
| 8     | Alain Menu      | 16    |